# Mellanplister
Mellanplister (Lamium confertum) är en kransblommig växtart som beskrevs av Elias Fries. Enligt Catalogue of Life ingår Mellanplister i släktet plistrar och familjen kransblommiga, men enligt Dyntaxa är tillhörigheten istället släktet plistrar och familjen kransblommiga. Arten är reproducerande i Sverige. Inga underarter finns listade i Catalogue of Life.